# انبون (دوره)
انبون (به ژاپنی: Enbun)، نام یک عصر تاریخی ژاپنی دربار شمالی در طی دوره نانبوکوچو بود. این عصر بعد از بوننا و قبل از کوآن (دوره موروماچی) قرار داشت و از مارس ۱۳۵۶ تا مارس ۱۳۶۱ میلادی به طول انجامید. در طی این عصر امپراتور دربار شمالی در کیوتو، امپراتور گو-کوگین و امپراتور دربار جنوبی امپراتور گو-موراکامی بود.